# Begusarai
Begusarai è una suddivisione dell'India, classificata come municipality, di 93.378 abitanti, capoluogo del distretto di Begusarai, nello stato federato del Bihar. In base al numero di abitanti la città rientra nella classe II (da 50.000 a 99.999 persone).

## Geografia fisica
La città è situata a 25° 25' 0 N e 86° 7' 60 E e ha un'altitudine di 40 m s.l.m..

## Società

### Evoluzione demografica
Al censimento del 2001 la popolazione di Begusarai assommava a 93.378 persone, delle quali 49.812 maschi e 43.566 femmine. I bambini di età inferiore o uguale ai sei anni assommavano a 14.295, dei quali 7.443 maschi e 6.852 femmine. Infine, coloro che erano in grado di saper almeno leggere e scrivere erano 61.136, dei quali 35.824 maschi e 25.312 femmine.